# 斯通波利島
斯通波利島（義大利語：Stromboli，發音：[ˈstromboli]，發音：[ˈʂː(ɽ)wɔɲɲʊlɪ]），是位於義大利半島西邊第勒尼安海的一座火山島，屬於義大利三大活躍火山中的一座。它與西西里島北部的埃奧利群島形成一火山島弧，此區域為全球地震最頻繁的地區之一。
斯通波利島的名字來源於古希臘文 Strongulē，有「腫脹」的意思（因為火山活動），島上的火山活動至今仍持續，但都屬於小型的噴發，上一次較大型的噴發需追溯到2019年7月3日，也是史上最大規模的一次噴發。也因為島上火山活動頻繁，因此斯通波利島從古代起即有「地中海燈塔」的暱稱。

## 火山

斯通波利島上的火山噴發

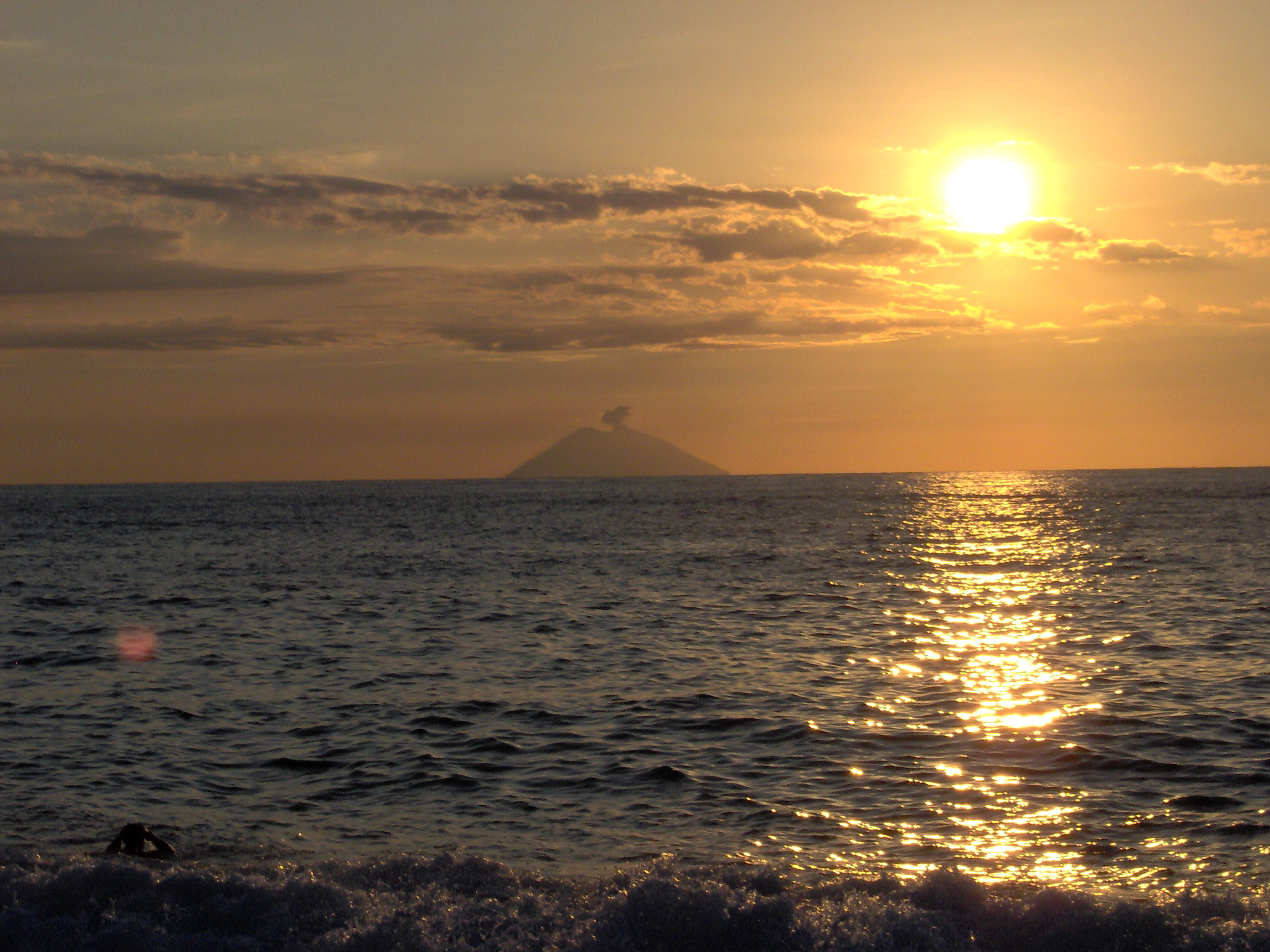
落日餘暉下的斯通波利島。

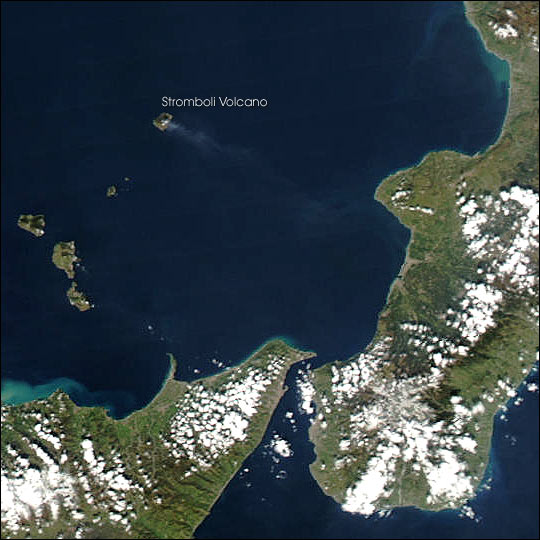
衛星照片

斯通波利火山在過去的2,000年中持續有噴發的現象，其噴發的形式相當特殊；在噴發的數分鐘到數小時中，其岩漿中的氣體會不斷逸散，隨後氣體挾帶岩屑衝出噴發口，岩屑落下來堆積在噴發口附近形成一個個圓錐形的小火山。此種噴發在地質學上被稱為「斯通波利式噴發」。

## 人口
斯通波利島的北邊有兩個小村子，分別是圣巴托洛和圣維琴佐，而西南邊的另一個小島上則有一個名為吉内斯特拉的小村莊。在1900年代，斯通波利島上曾有上千人居住，人口最多是在1891年，島上有2,100人；但隨著人口外移，到了1950年之後，島上人數逐漸減少，目前只剩下幾百人。

## 生物
由於在斯通波利島的極端環境，很多動物都難以在當地生存，除了當地的章魚及其他少數生物。

## 外部連結
- Stromboli Online （页面存档备份，存于）（英文）
- Photo gallery of Stromboli eruptions （页面存档备份，存于）（英文）
- Watch video of spectacular Strombolian eruption on 5th April 2006 （页面存档备份，存于） (direct youtube link （页面存档备份，存于）)
- Area Vesuvio
- Information about Stromboli and on its seismic monitoring network (italian)
- Live (30 min) Satellite Photo of Stromboli
- Live (3 min) Visible Light Webcam (SPV)
- Live (15 min) Infrared Webcam (SPI)
- Live (3 min) Visible Light Webcam (SQV)
- Live (15 min) Thermal Imaging Webcam (SQT)
- Italy's Volcanoes: The Cradle of Volcanology - Stromboli Online's sister site with detailed info on Italy's volcanoes, including Stromboli